# 鲁赛
鲁赛（法語：Roussay，法語發音：[ʁusɛ] ⓘ）是法国曼恩-卢瓦尔省的一个旧市镇，属于绍莱区。2015年12月15日，鲁赛和相邻的9个市镇合并成为塞夫勒穆瓦讷（Sèvremoine）。

## 地理
鲁赛（47°5'26"N, 1°3'53"W）面积10.99 平方千米，位于法国卢瓦尔河地区大区曼恩-卢瓦尔省，该省份为法国西部内陆省份，大致对应安茹地区，北起顺时针与马耶讷省、萨尔特省、安德尔-卢瓦尔省、维埃纳省、德塞夫勒省、旺代省、大西洋卢瓦尔省和伊勒-维莱讷省接壤。
与鲁赛接壤的市镇（或旧市镇、城区）包括：蒙福孔-蒙蒂涅、拉勒诺迪耶尔、拉罗马涅、圣安德烈德拉马什、穆瓦讷河畔圣日耳曼、托尔富、莫日地区圣马凯尔。

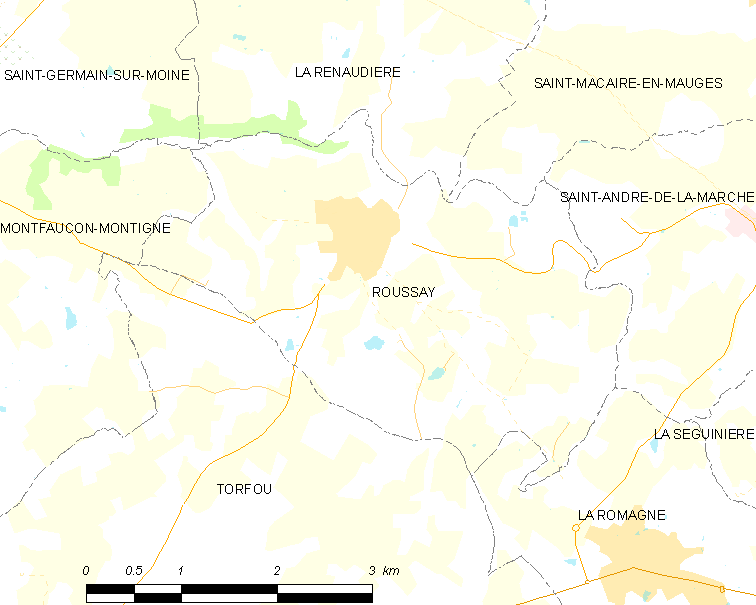
鲁赛的OSM定位图

鲁赛的时区为UTC+01:00、UTC+02:00（夏令时）。

## 行政
鲁赛的邮政编码为49450，INSEE市镇编码为49263。

## 政治
鲁赛所属的省级选区为塞夫勒穆瓦讷县。

## 人口

1962-2008年间鲁赛人口变化图示

鲁赛于2018年1月1日时的人口数量为1248人。